# FC Jezerk Nojemberjan
Football Club Jezerk Nojemberjan (arménsky: Ֆուտբոլային Ակումբ „Եզերք“ Նոյեմբերյան) byl arménský fotbalový klub sídlící ve městě Nojemberjan. Klub byl založen v roce 2006, zanikl v roce 2007 kvůli finančním problémům.

## Umístění v jednotlivých sezonách
Zdroj:
Legenda: Z - zápasy, V - výhry, R - remízy, P - porážky, VG - vstřelené góly, OG - obdržené góly, +/- - rozdíl skóre, B - body, červené podbarvení - sestup, zelené podbarvení - postup, fialové podbarvení - reorganizace, změna skupiny či soutěže
| Arménie (2006) |               |        |    |   |   |    |    |     |     |   |        |
| Sezóny         | Liga          | Úroveň | Z  | V | R | P  | VG | OG  | +/- | B | Pozice |
| 2006           | Aradżin chumb | 2      | 18 | 1 | 0 | 17 | 12 | 103 | -91 | 3 | 10.    |